# Bradley, Arkansas
Bradley är en ort i Lafayette County i delstaten Arkansas, USA.